# حمرية سندويشية
حمرية سندويشية (الاسم العلمي:Erythrina sandwicensis) هي نوع من النباتات تتبع جنس الحمرية من الفصيلة البقولية.